# برات آند ويتني إف 100
برات آند ويتني إف 100 (بالإنجليزية: Pratt & Whitney F100)‏ تسمية الشركة (JTF22))، هو محرك توربيني مروحي نفاث، ذو حراق لاحق. يصنع من قبل شركة برات آند ويتني ويستخدم على طائرات إف-15 إيغل وإف-16 فايتنغ فالكون

## التطوير
في عام 1967، قامت القوات البحرية للولايات المتحدة و القوات الجوية للولايات المتحدة بإصدار طلب اقتراحات لمحرك مشترك ليثبت على الطائرتين المقاتلين إف-14 توم كات وطائرة إف-15 إيغل. وسمى هذا البرنامج بـ محرك مولد الغازي التوربيني المتقدم (بالإنجليزية: Advanced Turbine Engine Gas Generator - ATEGG)‏ مع وضع أهداف لتحسين قوة الدفع وخفض الوزن لتحقيق نسبة قوة دفع إلى وزن تبلغ 9. منحت برات آند ويتني العقد في عام 1970 لإنتاج محرك إف100-بي دبليو-100 (بالإنجليزية: F100-PW-100)‏ للقوات الجوية الأمريكية ومحرك إف401-بي دبليو-400 (بالإنجليزية: F401-PW-400)‏ للبحرية الأمريكية. وفي وقت لاحق، قامت البحرية الأمريكية بتقليص الطلبية ومن ثما إلغاءها، واختارت مواصلة استخدام محرك برات آند ويتني تي إف 30 على طائرةإف-111 آردفارك في تقريرها إف-14 توم كات.

## الطرزات
- إف100-بي دبليو-100 (F100-PW-100)
- إف100-بي دبليو-200 (F100-PW-200)

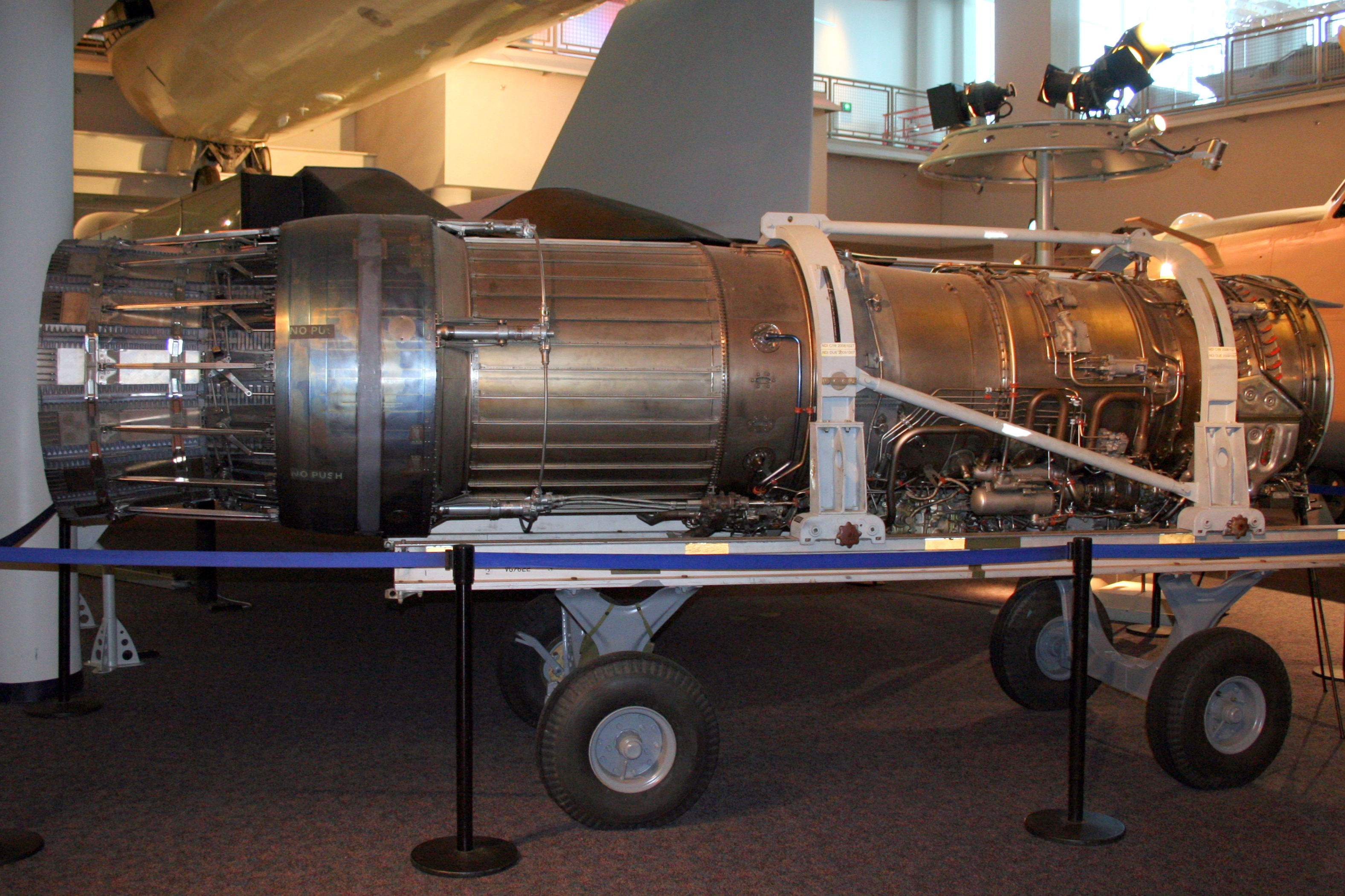
محرك إف100-بي دبليو-100 معروض في مركز على فرجينيا للطيران والفضاء

- إف100-بي دبليو-220/220إي (F100-PW-220/220E)
- إف100-بي دبليو-229 (F100-PW-229)

## الاستخدامات
محرك إف100 (F100)
- ماكدونيل دوغلاس إف-15

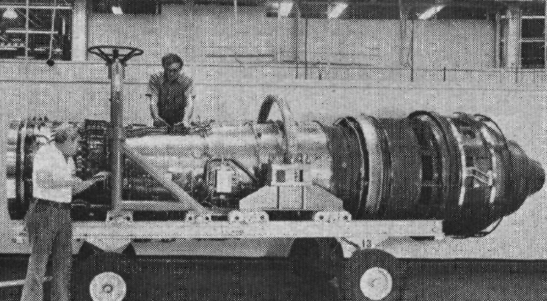
محرك إف401 (F401) لطائرة روكويل XFV-12 المقاتلة الأسرع من الصوت النموذج في تي او ال

- ماكدونيل دوغلاس إف-15 إي سترايك إيغل
- جنرال ديناميكس إف-16 فالكون
- نورثروب غرومان إكس-47بي

محرك إف401 (F401)
- إف-14بي توم كات (المخططة؛ طائرات الاختبار فقط)
- روكويل XFV-12
- فوغت الموديل 1600 (مقترح)

## مواصفات (F100-PW-229)
- البيانات من [4]

### الخصائص العامة
- نوع: مروحي مع حراق لاحق
- طول: 191 في (4،851 ملم)
- قطر: 34.8 في (884 ملم) مدخل، 46.5 في (1،181 ملم) الحد الأقصى الخارجية
- الوزن الجاف: 3740 رطل (1،696 كلغ)

### المكونات
- ضاغط: ثنائي بكرة ضاغط محوري مع 3 مروحة و 10 مراحل ضاغط
- تجاوز نسبة: 0.36:1
- الاحتراق: حلقية
- التوربين: 2 الضغط المنخفض و 2 مراحل الضغط العالي

### الأداء
- أقصى قوة الدفع : 17،800 رطل (79.1 كيلو نيوتن) التوغل العسكري، 29160 رطل (129.6 كيلو نيوتن) مع احتراق
- نسبة الضغط الكلي : 32:1
- التوربينات درجة الحرارة مدخل: 2،460 °F (1،349 °C) [5]
- محددة استهلاك الوقود : التوغل العسكري: £ 0،76 / (رطل · ح) (77.5 كجم / (كيلو نيوتن · ح)) احتراق كامل: £ 1،94 / (رطل · ح) (197.8 كجم / (كيلو نيوتن · ح))
- نسبة قوة الدفع إلى الوزن : 7.8:1

## قوائم ذات صلة
- قائمة محركات الطائرات